# 光熹
光熹（こうき）は、後漢の少帝劉弁の治世に行われた元号。189年。

## 出来事
4月戊午に即位して中平6年を光熹元年と改元したが、8月辛未に再び昭寧と改めたので5か月しか使用されなかった。
献帝の永漢元年（189年）12月に「詔除光熹、昭寧、永漢三号」との詔勅が出され、光熹は廃されている。

## 西暦・干支との対照表
| 光熹 | 元年  |
| 西暦 | 189年 |
| 干支 | 己巳  |